# Kanton Montchanin
Montchanin is een voormalig kanton van het Franse departement Saône-et-Loire. Het kanton maakte deel uit van het arrondissement Chalon-sur-Saône. Het werd opgeheven bij decreet van 18 februari 2014, met uitwerking op 22 maart 2015. Alle gemeenten werden opgenomen in het nieuwe kanton Blanzy.

## Gemeenten
Het kanton Montchanin omvatte de volgende gemeenten:
- Écuisses
- Montchanin (hoofdplaats)
- Saint-Eusèbe
- Saint-Julien-sur-Dheune
- Saint-Laurent-d'Andenay